# Percy Stafford Allen
Pour les articles homonymes, voir Allen.
Percy Stafford Allen, né le 7 juillet 1869 à Twickenham et mort le 16 juin 1933 à Oxford, est un lettré britannique qui a consacré sa vie à l'édition de la correspondance d'Érasme.

## Biographie
À partir de 1882 il étudie le grec et le latin au Clifton College, puis après 1888 s'inscrit au Corpus Christi College d'Oxford. 
Un de ses tutor est le critique James Anthony Froude. Il devint en 1924 recteur de ce collège universitaire.
Il édite la correspondance d'Érasme à partir de 1893.
Après sa mort, son épouse Helen Mary Allen (1872–1952) poursuivit son travail.

## Publications
- The age of Erasmus. Lectures delivered in the University of Oxford and London, Oxford, 1914.
- Letters of Richard Fox 1486-1527, Oxford 1929. (éditeur)
- Erasmus. Lectures and wayfaring sketches, Oxford, 1934.
- La correspondance d'Érasme
- Opus epistolarum Des. Erasmi Roterodami : denuo recognitum et auctum, per Percy Stafford Allen, Helen Mary Allen and Heathcote William Garrod. Compendium vitae P.S. Allen addidit H.W. Garrod. Indices (T. XII) compilavit Barbara Flower; perfecit et edidit Elisabeth Rosenbaum, Oxford, éd. Clarendon, 1906-1958, 12 vol. in 8°: 
  - Tome I : 1484-1514, XXIV + 615 p. (1906)
  - Tome II : 1514-1517, XX + 603 p. (1910)
  - Tome III : 1517-1519, XXXI + 634 p. (1913)
  - Tome IV : 1519-1521, XXXII + 632 p. (1922)
  - Tome V : 1522-1524, XXIII + 631 p. (1924)
  - Tome VI : 1525-1527, XXV + 518 p. (1926)
  - Tome VII : 1527-1528, XXIII + 558 p. (1928)
  - Tome VIII : 1529-1530, XLIV + 515 p. (1934)
  - Tome IX : 1530-1532, XXIII + 497 p. (1938)
  - Tome X : 1532-1534, XXIV + 440 p. (1941)
  - Tome XI : 1534-1536, XXVII + 400 p. (1947)